# 長亭怨
长亭怨，又名长亭怨慢，为宋朝词人姜夔创作的一个词牌名。全阕九十七字，前片六仄韵，后片五仄韵。

## 词牌格式
仄平仄、平平平仄。仄仄平平，仄平平仄。仄仄平平，仄平平仄，仄平仄。仄平平仄。平仄仄、平平仄。仄仄仄平平，仄仄仄、平平平仄。
仄仄。仄平平仄仄，仄仄仄平平仄。平平仄仄，仄仄仄、仄平平仄。仄仄仄、仄仄平平，仄平仄、平平平仄。仄仄仄平平，平仄平平平仄。